# Municipis del Cantó d'Argòvia

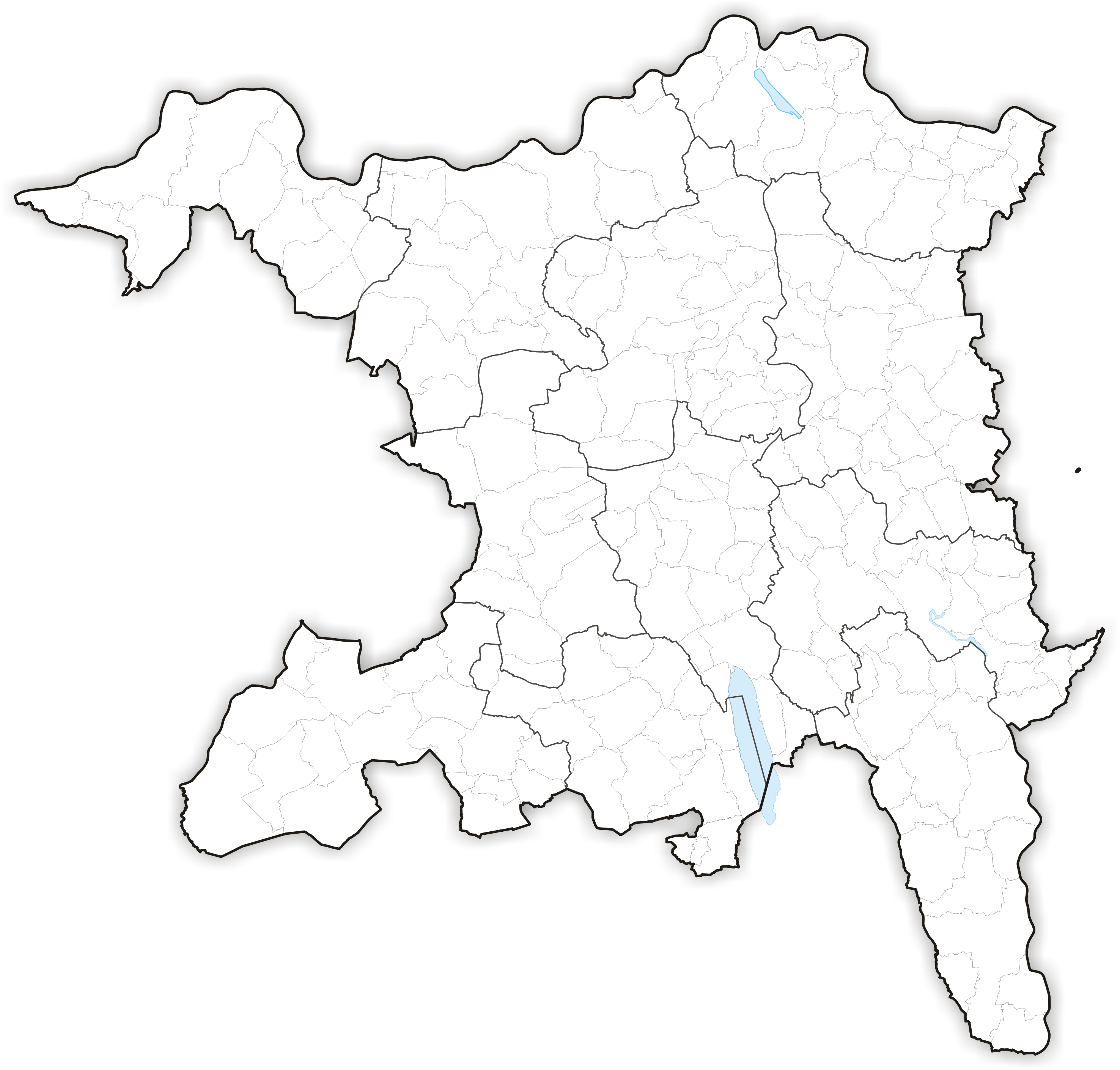
Mapa dels municipis del Cantó d'Argòvia

Els Municipis del Cantó d'Argòvia són 229 i s'agrupen en 11 districtes:

## Districte d'Aarau
| Escut          | Municipi       | Habitants (31.12.2006) | Superfície en km² |
| -------------- | -------------- | ---------------------- | ----------------- |
| Aarau          | Aarau          | 15 670                 | 8,94              |
| Biberstein     | Biberstein     | 1 277                  | 4,10              |
| Buchs          | Buchs          | 6 298                  | 5,36              |
| Densbüren      | Densbüren      | 741                    | 12,52             |
| Erlinsbach     | Erlinsbach     | 3 490                  | 9,87              |
| Gränichen      | Gränichen      | 6 473                  | 17,21             |
| Hirschthal     | Hirschthal     | 1 344                  | 3,53              |
| Küttigen       | Küttigen       | 5 372                  | 11,89             |
| Muhen          | Muhen          | 3 252                  | 7,03              |
| Oberentfelden  | Oberentfelden  | 7 250                  | 7,16              |
| Rohr           | Rohr           | 2 887                  | 3,40              |
| Suhr           | Suhr           | 9 274                  | 10,59             |
| Unterentfelden | Unterentfelden | 3 777                  | 2,87              |

## Districte de Baden
| Escut           | Municipis       | Habitants (31.12.2004) | Superfície en km² |
| --------------- | --------------- | ---------------------- | ----------------- |
| Baden           | Baden           | 16 384                 | 13,17             |
| Bellikon        | Bellikon        | 1 451                  | 4,94              |
| Bergdietikon    | Bergdietikon    | 2 276                  | 5,94              |
| Birmenstorf     | Birmenstorf     | 2 370                  | 7,8               |
| Ehrendingen     | Ehrendingen     | 3 772                  | 7,31              |
| Ennetbaden      | Ennetbaden      | 2 950                  | 2,11              |
| Fislisbach      | Fislisbach      | 4 846                  | 5.05              |
| Freienwil       | Freienwil       | 831                    | 3,99              |
| Gebenstorf      | Gebenstorf      | 4 411                  | 5,64              |
| Killwangen      | Killwangen      | 1 585                  | 2,43              |
| Künten          | Künten          | 1 620                  | 4,89              |
| Mägenwil        | Mägenwil        | 1 671                  | 3,48              |
| Mellingen       | Mellingen       | 4 286                  | 4,86              |
| Neuenhof        | Neuenhof        | 7 751                  | 5,37              |
| Niederrohrdorf  | Niederrohrdorf  | 2 631                  | 3,33              |
| Oberrohrdorf    | Oberrohrdorf    | 3 465                  | 4,3               |
| Obersiggenthal  | Obersiggenthal  | 7 827                  | 8,36              |
| Remetschwil     | Remetschwil     | 1 909                  | 3,88              |
| Spreitenbach    | Spreitenbach    | 10 032                 | 8,6               |
| Stetten         | Stetten         | 1 502                  | 4,41              |
| Turgi           | Turgi           | 2 734                  | 1,55              |
| Untersiggenthal | Untersiggenthal | 6 242                  | 8,28              |
| Wettingen       | Wettingen       | 18 479                 | 10,59             |
| Wohlenschwil    | Wohlenschwil    | 1 296                  | 4,39              |
| Würenlingen     | Würenlingen     | 3 722                  | 9,37              |
| Würenlos        | Würenlos        | 5 125                  | 9,03              |

## Districte de Bremgarten
| Escut                      | Municipi                   | Habitants (31.12.2004) | Superfície en km² |
| -------------------------- | -------------------------- | ---------------------- | ----------------- |
| Arni                       | Arni                       | 1518                   | 3.37              |
| Berikon                    | Berikon                    | 4418                   | 5.38              |
| Bremgarten                 | Bremgarten                 | 6006                   | 8.02              |
| Büttikon                   | Büttikon                   | 741                    | 2.82              |
| Dottikon                   | Dottikon                   | 3094                   | 3.89              |
| Eggenwil                   | Eggenwil                   | 719                    | 2.46              |
| Fischbach-Göslikon         | Fischbach-Göslikon         | 1321                   | 3.07              |
| Hägglingen                 | Hägglingen                 | 2059                   | 7.73              |
| Hermetschwil-Staffeln      | Hermetschwil-Staffeln      | 1119                   | 3.34              |
| Hilfikon                   | Hilfikon                   | 233                    | 1.72              |
| Islisberg                  | Islisberg                  | 495                    | 1.65              |
| Jonen                      | Jonen                      | 1646                   | 5.70              |
| Niederwil                  | Niederwil                  | 2269                   | 6.15              |
| Oberlunkhofen              | Oberlunkhofen              | 1661                   | 3.25              |
| Oberwil-Lieli              | Oberwil-Lieli              | 1943                   | 5.35              |
| Rudolfstetten-Friedlisberg | Rudolfstetten-Friedlisberg | 3846                   | 4.90              |
| Sarmenstorf                | Sarmenstorf                | 2232                   | 8.30              |
| Tägerig                    | Tägerig                    | 1261                   | 3.30              |
| Uezwil                     | Uezwil                     | 373                    | 2.45              |
| Unterlunkhofen             | Unterlunkhofen             | 1251                   | 4.49              |
| Villmergen                 | Villmergen                 | 5277                   | 10.22             |
| Widen                      | Widen                      | 3630                   | 2.62              |
| Wohlen                     | Wohlen                     | 13’932                 | 12.48             |
| Zufikon                    | Zufikon                    | 3639                   | 4.80              |

## Districte de Brugg
| Escut           | Municipi        | Habitants (31.12.2004) | Superfície en km² |
| --------------- | --------------- | ---------------------- | ----------------- |
| Auenstein       | Auenstein       | 1445                   | 5.68              |
| Birr            | Birr            | 3751                   | 5.05              |
| Birrhard        | Birrhard        | 657                    | 3.00              |
| Bözen           | Bözen           | 640                    | 3.96              |
| Brugg           | Brugg           | 9212                   | 5.58              |
| Effingen        | Effingen        | 602                    | 6.85              |
| Elfingen        | Elfingen        | 248                    | 4.21              |
| Gallenkirch     | Gallenkirch     | 128                    | 1.37              |
| Habsburg        | Habsburg        | 399                    | 2.23              |
| Hausen          | Hausen          | 2638                   | 3.21              |
| Hottwil         | Hottwil         | 251                    | 4.16              |
| Linn            | Linn            | 144                    | 2.54              |
| Lupfig          | Lupfig          | 1936                   | 5.15              |
| Mandach         | Mandach         | 308                    | 5.54              |
| Mönthal         | Mönthal         | 404                    | 3.94              |
| Mülligen        | Mülligen        | 840                    | 3.16              |
| Oberbözberg     | Oberbözberg     | 520                    | 5.45              |
| Oberflachs      | Oberflachs      | 456                    | 3.38              |
| Remigen         | Remigen         | 1034                   | 7.87              |
| Riniken         | Riniken         | 1384                   | 4.76              |
| Rüfenach        | Rüfenach        | 794                    | 4.17              |
| Scherz          | Scherz          | 579                    | 3.30              |
| Schinznach-Bad  | Schinznach-Bad  | 1278                   | 1.90              |
| Schinznach-Dorf | Schinznach-Dorf | 1704                   | 8.91              |
| Thalheim        | Thalheim        | 777                    | 9.92              |
| Umiken          | Umiken          | 1066                   | 0.80              |
| Unterbözberg    | Unterbözberg    | 711                    | 6.11              |
| Veltheim        | Veltheim        | 1382                   | 5.24              |
| Villigen        | Villigen        | 1826                   | 11.21             |
| Villnachern     | Villnachern     | 1364                   | 5.75              |
| Windisch        | Windisch        | 6657                   | 4.91              |

## Districte de Kulm
| Escut          | Municipi       | Habitants (31.12.2004) | Superfície en km² |
| -------------- | -------------- | ---------------------- | ----------------- |
| Beinwil am See | Beinwil am See | 2637                   | 5.78              |
| Birrwil        | Birrwil        | 952                    | 5.53              |
| Burg           | Burg           | 999                    | 0.94              |
| Dürrenäsch     | Dürrenäsch     | 1140                   | 5.91              |
| Gontenschwil   | Gontenschwil   | 2093                   | 9.74              |
| Holziken       | Holziken       | 1180                   | 2.86              |
| Leimbach       | Leimbach       | 382                    | 1.14              |
| Leutwil        | Leutwil        | 702                    | 3.75              |
| Menziken       | Menziken       | 5443                   | 6.38              |
| Oberkulm       | Oberkulm       | 2346                   | 9.40              |
| Reinach        | Reinach        | 7607                   | 9.48              |
| Schlossrued    | Schlossrued    | 883                    | 7.25              |
| Schmiedrued    | Schmiedrued    | 1218                   | 8.65              |
| Schöftland     | Schöftland     | 3297                   | 6.28              |
| Teufenthal     | Teufenthal     | 1623                   | 3.57              |
| Unterkulm      | Unterkulm      | 2878                   | 8.88              |
| Zetzwil        | Zetzwil        | 1225                   | 5.81              |

## Districte de Laufenburg
| Escut          | Municipi       | Habitants (31.12.2004) | Superfície en km² |
| -------------- | -------------- | ---------------------- | ----------------- |
| Eiken          | Eiken          | 1858                   | 7.07              |
| Etzgen         | Etzgen         | 391                    | 3.28              |
| Frick          | Frick          | 4317                   | 9.96              |
| Gansingen      | Gansingen      | 919                    | 8.77              |
| Gipf-Oberfrick | Gipf-Oberfrick | 3004                   | 10.17             |
| Herznach       | Herznach       | 1171                   | 6.26              |
| Hornussen      | Hornussen      | 830                    | 7.27              |
| Ittenthal      | Ittenthal      | 206                    | 3.89              |
| Kaisten        | Kaisten        | 2138                   | 14.22             |
| Laufenburg     | Laufenburg     | 2074                   | 2.28              |
| Mettau         | Mettau         | 308                    | 3.29              |
| Münchwilen     | Münchwilen     | 607                    | 2.47              |
| Oberhof        | Oberhof        | 554                    | 8.20              |
| Oberhofen      | Oberhofen      | 299                    | 3.12              |
| Oeschgen       | Oeschgen       | 853                    | 4.38              |
| Schwaderloch   | Schwaderloch   | 685                    | 2.77              |
| Sisseln        | Sisseln        | 1336                   | 2.52              |
| Sulz           | Sulz           | 1162                   | 12.21             |
| Ueken          | Ueken          | 762                    | 5.10              |
| Wil            | Wil            | 662                    | 7.71              |
| Wittnau        | Wittnau        | 1109                   | 11.25             |
| Wölflinswil    | Wölflinswil    | 846                    | 9.51              |
| Zeihen         | Zeihen         | 921                    | 6.87              |

## Districte de Lenzburg
| Escut            | Municipi         | Habitants (31.12.2004) | Superfície en km² |
| ---------------- | ---------------- | ---------------------- | ----------------- |
| Ammerswil        | Ammerswil        | 650                    | 3.19              |
| Boniswil         | Boniswil         | 1384                   | 2.78              |
| Brunegg          | Brunegg          | 472                    | 1.56              |
| Dintikon         | Dintikon         | 1366                   | 3.73              |
| Egliswil         | Egliswil         | 1314                   | 6.29              |
| Fahrwangen       | Fahrwangen       | 1659                   | 5.00              |
| Hallwil          | Hallwil          | 722                    | 2.18              |
| Hendschiken      | Hendschiken      | 907                    | 3.52              |
| Holderbank       | Holderbank       | 769                    | 2.32              |
| Hunzenschwil     | Hunzenschwil     | 2719                   | 3.27              |
| Lenzburg         | Lenzburg         | 7470                   | 11.33             |
| Meisterschwanden | Meisterschwanden | 2227                   | 6.86              |
| Möriken-Wildegg  | Möriken-Wildegg  | 3733                   | 6.62              |
| Niederlenz       | Niederlenz       | 3964                   | 326               |
| Othmarsingen     | Othmarsingen     | 2187                   | 4.71              |
| Rupperswil       | Rupperswil       | 3909                   | 6.22              |
| Schafisheim      | Schafisheim      | 2684                   | 6.33              |
| Seengen          | Seengen          | 2934                   | 10.35             |
| Seon             | Seon             | 4561                   | 9.61              |
| Staufen          | Staufen          | 2332                   | 3.58              |

## Districte de Muri
| Escut             | Municipi          | Habitants (31.12.2003) | Superfície en km² |
| ----------------- | ----------------- | ---------------------- | ----------------- |
| Abtwil            | Abtwil            | 700                    | 4.14              |
| Aristau           | Aristau           | 1251                   | 8.64              |
| Auw               | Auw               | 1432                   | 8.61              |
| Beinwil (Freiamt) | Beinwil (Freiamt) | 952                    | 11.29             |
| Benzenschwil      | Benzenschwil      | 545                    | 2.46              |
| Besenbüren        | Besenbüren        | 552                    | 2.38              |
| Bettwil           | Bettwil           | 558                    | 4.25              |
| Boswil            | Boswil            | 2289                   | 11.78             |
| Bünzen            | Bünzen            | 893                    | 5.77              |
| Buttwil           | Buttwil           | 1143                   | 4.61              |
| Dietwil           | Dietwil           | 1002                   | 5.49              |
| Geltwil           | Geltwil           | 157                    | 3.28              |
| Kallern           | Kallern           | 285                    | 2.67              |
| Merenschwand      | Merenschwand      | 2375                   | 11.05             |
| Mühlau            | Mühlau            | 986                    | 5.52              |
| Muri              | Muri              | 6373                   | 12.34             |
| Oberrüti          | Oberrüti          | 1207                   | 5.37              |
| Rottenschwil      | Rottenschwil      | 811                    | 4.49              |
| Sins              | Sins              | 3415                   | 20.28             |
| Waltenschwil      | Waltenschwil      | 2156                   | 4.54              |

## Districte de Rheinfelden
| Escut        | Municipi     | Habitants (31.12.2004) | Superfície en km² |
| ------------ | ------------ | ---------------------- | ----------------- |
| Hellikon     | Hellikon     | 750                    | 7,04              |
| Kaiseraugst  | Kaiseraugst  | 4 700                  | 4,91              |
| Magden       | Magden       | 3 249                  | 11,04             |
| Moehlin      | Möhlin       | 8 823                  | 18,79             |
| Mumpf        | Mumpf        | 1 268                  | 3,13              |
| Obermumpf    | Obermumpf    | 1 054                  | 5,06              |
| Olsberg      | Olsberg      | 358                    | 4,68              |
| Rheinfelden  | Rheinfelden  | 10 879                 | 16,12             |
| Schupfart    | Schupfart    | 723                    | 7,05              |
| Stein        | Stein        | 2 472                  | 2,83              |
| Wallbach     | Wallbach     | 1 619                  | 4,55              |
| Wegenstetten | Wegenstetten | 1 042                  | 7,12              |
| Zeiningen    | Zeiningen    | 2 026                  | 11,37             |
| Zuzgen       | Zuzgen       | 823                    | 8,40              |

## Districte de Zofingue
| Escut        | Municipi     | Habitants (31.12.2004) | Superfície en km² |
| ------------ | ------------ | ---------------------- | ----------------- |
| Aarburg      | Aarburg      | 6558                   | 4.41              |
| Attelwil     | Attelwil     | 304                    | 2.19              |
| Bottenwil    | Bottenwil    | 806                    | 5.10              |
| Brittnau     | Brittnau     | 3635                   | 13.67             |
| Kirchleerau  | Kirchleerau  | 769                    | 4.36              |
| Kölliken     | Kölliken     | 3954                   | 8.89              |
| Moosleerau   | Moosleerau   | 820                    | 3.81              |
| Murgenthal   | Murgenthal   | 2880                   | 18.61             |
| Oftringen    | Oftringen    | 10’568                 | 12.87             |
| Reitnau      | Reitnau      | 1144                   | 5.79              |
| Rothrist     | Rothrist     | 7174                   | 11.87             |
| Safenwil     | Safenwil     | 3128                   | 5.99              |
| Staffelbach  | Staffelbach  | 1040                   | 8.94              |
| Strengelbach | Strengelbach | 4239                   | 6.03              |
| Uerkheim     | Uerkheim     | 1291                   | 7.09              |
| Vordemwald   | Vordemwald   | 1699                   | 10.15             |
| Wiliberg     | Wiliberg     | 153                    | 1.17              |
| Zofingen     | Zofingue     | 10’210                 | 11.07             |

## Districte de Zurzach
| Escut          | Municipi       | Habitants (31.12.2004) | Superfície en km² |
| -------------- | -------------- | ---------------------- | ----------------- |
| Zurzach        | Bad Zurzach    | 4045                   | 6.52              |
| Baldingen      | Baldingen      | 262                    | 2.82              |
| Böbikon        | Böbikon        | 186                    | 2.60              |
| Böttstein      | Böttstein      | 3702                   | 7.43              |
| Döttingen      | Döttingen      | 3382                   | 6.92              |
| Endingen       | Endingen       | 1898                   | 8.46              |
| Fisibach       | Fisibach       | 384                    | 5.77              |
| Full-Reuenthal | Full-Reuenthal | 825                    | 4.82              |
| Kaiserstuhl    | Kaiserstuhl    | 411                    | 0.32              |
| Klingnau       | Klingnau       | 2922                   | 6.71              |
| Koblenz        | Koblenz        | 1589                   | 4.09              |
| Leibstadt      | Leibstadt      | 1292                   | 6.39              |
| Lengnau        | Lengnau        | 2415                   | 12.67             |
| Leuggern       | Leuggern       | 2138                   | 13.76             |
| Mellikon       | Mellikon       | 259                    | 2.70              |
| Rekingen       | Rekingen       | 956                    | 3.10              |
| Rietheim       | Rietheim       | 696                    | 3.92              |
| Rümikon        | Rümikon        | 221                    | 2.91              |
| Schneisingen   | Schneisingen   | 1214                   | 8.26              |
| Siglistorf     | Siglistorf     | 565                    | 5.51              |
| Tegerfelden    | Tegerfelden    | 1000                   | 7.11              |
| Unterendingen  | Unterendingen  | 374                    | 3.45              |
| Wislikofen     | Wislikofen     | 355                    | 3.75              |